# 1948年サンモリッツオリンピックのオランダ選手団
1948年サンモリッツオリンピックのオランダ選手団（1948ねんサンモリッツオリンピックのオランダせんしゅだん）は、1948年1月30日から2月8日までスイスのサンモリッツで開催された1948年サンモリッツオリンピックのオランダ選手団、およびその競技結果。

## 概要
今大会もメダルなしに終わった。オランダ選手団が冬季オリンピックでメダルなしに終わったのは1928年サンモリッツオリンピック、1936年ガルミッシュ・パルテンキルヘンオリンピックに続いて3大会連続。

## メダル
オランダ勢のメダル獲得はなかった。